# جيرو (موسيقي)
جيرو (بالإنجليزية: Giro)‏ هو موسيقي أمريكي، ولد في القرن العشرين.

## وصلات خارجية
- جيرو على موقع ميوزك برينز (الإنجليزية)
- جيرو على موقع ديسكوغز (الإنجليزية)